# Juan Vicente Córdoba
Juan Vicente Córdoba (Madrid, 1957) és un guionista, productor i director de cinema espanyol.
Va néixer al Barri madrileny de Vallecas el 1957, i al llarg de la seva carrera cinematogràfica s'ha especialitzat en el cinema de crítica social.
L'any 2016 va guanyar el Premi Goya al Millor Curtmetratge Documental amb Cabezas habladoras, el qual tracta sobre els projectes de vida de persones anònimes.

## Filmografia

### Com a director

#### Llargmetratges
- 2000: Aunque tú no lo sepas
- 2005: A golpes
- 2008: Flores de luna
- 2018: Quinqui Stars[3][4]

#### Curtmetratges
- 1995: Entrevías
- 1990: El rey tuerto
- 2016: Cabezas habladoras[5]

### Com a productor
- 1995: Alma gitana dirigida per Chus Gutiérrez
- 1995: Entrevías
- 2000: Aunque tú no lo sepas

### Com a guionista
- 1995: Alma gitana dirigida per Chus Gutiérrez
- 1995: Entrevías
- 2000: Aunque tú no lo sepas amb altres guionistes.
- 2005: A golpes
- 2008: Flores de luna